# Schloss Ouchy

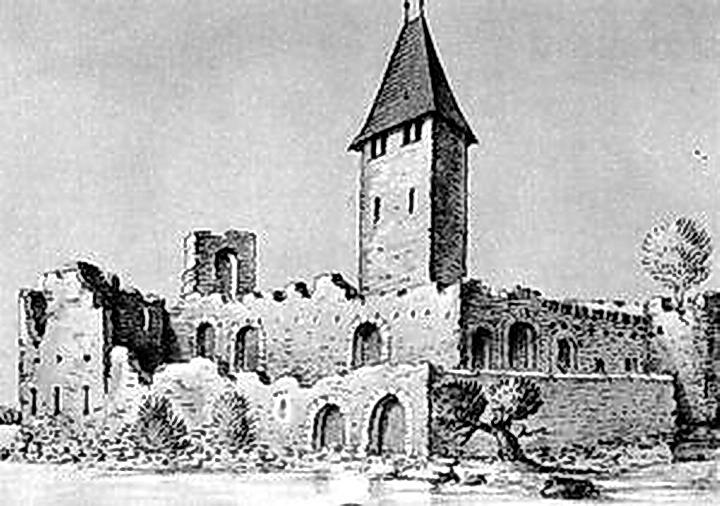
Die Ruinen nach dem Brand von 1609

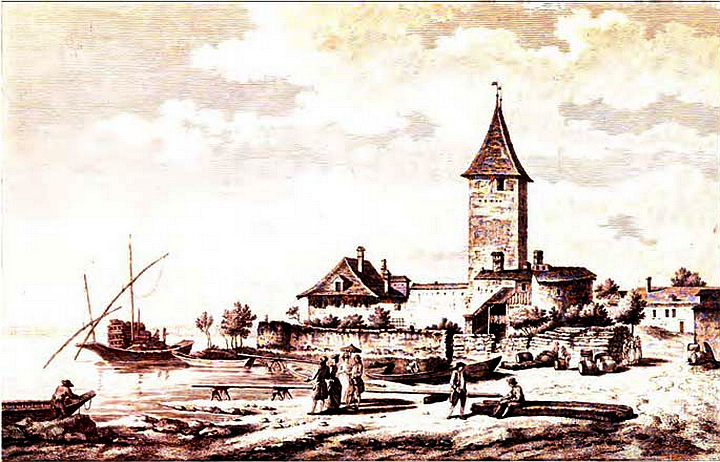
Ouchy um das Jahr 1784, Zeichnung von Jean-Benjamin de La Borde

Das Schloss Ouchy wurde um das Jahr 1170 erbaut und liegt auf dem Gebiet der Schweizer Stadt Lausanne im Stadtteil Ouchy, unmittelbar am Ufer des Genfersees. 

## Geschichte
Landrich von Dornach (Landri de Durnes), von 1159 bis 1179 Bischof von Lausanne, gilt als der Erbauer eines Wohnturms am damaligen Fluss namens Ouchy. Um das Jahr 1207 wurde der Turm von Graf Thomas de Maurienne zerstört, um kurz danach von Bischof Roger I. von Vico Pisano (1177–1212) wieder aufgerichtet zu werden. Seit 1273 wird das Bischofshaus von Ouchy erwähnt, ab 1283 ein Schloss (castrum) als bischöflicher Wohnsitz.
Wilhelm von Varax (Guillaume V. de Varax), Bischof von 1462 bis 1466, hatte in Ouchy seinen Wohnsitz. Um das Jahr 1445 waren die Einwohner der Nachbargemeinden Aran, Chatagny und Grandvaux verpflichtet, am Ausbau der Befestigungen zu arbeiten, und konnten im Gegenzug in der Schlossanlage Schutz finden. Nachdem die Berner das Gebiet der Waadt im Verlauf der Reformation im Jahr 1536 erobert hatten, diente das Schloss den Besatzern als Gefängnis. 1609 fing der zentrale Turm Feuer respektive die Befestigungsanlage wurde durch Brandstiftung weitgehend zerstört.
1885 verkaufte der Kanton Waadt das teilweise wiederhergestellte Schlossgut an Jean-Jacques Mercier, der die Ruine von 1885 bis 1888 abreissen liess – ausgenommen blieb der Turm, der modernisiert wurde – um als neugotisches Schloss und Hotel von 1889 bis 1893 im heutigen Bauzustand vom Architekten Francis Isoz wieder neu aufgebaut zu werden.
Am 24. Juli 1923 wurde hier der Vertrag von Lausanne in der Folge des griechisch-türkischen Krieges (1919–1922) abgeschlossen, der die Beschlüsse von Sèvres (1920) teilweise zugunsten der drei Monate später gegründeten Türkei revidierte, wobei der Bevölkerungsaustausch zwischen Griechenland und der Türkei sowie die aktuellen Grenzen der Türkei und Griechenlands festgelegt wurden.

## Anlage
Um das Jahr 1283 wurde der Wohnturm, dessen Bausubstanz bis heute weitgehend erhalten blieb, vermutlich zu einer wehrhaften Burganlage mit einer Ringmauer und Ökonomiebauten erweitert. Zu Beginn des 14. Jahrhunderts wird der grosse Saal (aula) in Palas und Turm erwähnt, der der Befestigungsanlage in jener Zeit ihren Namen gab – Turm von Ouchy oder Turm am Ufer. Der Ausbau der Burg wird Bischof Guillaume II. de Champvent (1274–1302) zugeschrieben, der vermutlich auch die bischöfliche Sommerresidenz im Schloss Lucens erneuerte, und dessen Bruder das herrschaftliche Schloss Champvent wieder aufbaute, von dem Ouchy das Aussehen übernahm. Wilhelm von Varax baute vermutlich während seiner Regierungszeit (1462–1468) das Schloss weiter aus, wozu auch das Bischofsgefängnis gehörte.
Nach der Brandkatastrophe von 1609 wurde die Anlage erneut aufgebaut, verfiel aber zusehends und verkam zum Steinbruch. Erhalten blieb der zentrale Turmbau, der bis 1761 als Speicher diente. 1686 wurden innerhalb der Ringmauer erneut Gebäude errichtet, und zwei Jahre später erlaubte Bern den Bewohnern, an der östlichen Seite einen grossen Ofen zu betreiben. 1693 wird berichtet, dass Brombeeren im ehemals grossen Saal wuchsen. Im 18. Jahrhundert wurden die noch bestehenden Gebäude der Schlossanlage erneuert und weitere Bauten errichtet. Mit der Gesamterneuerung in den Jahren 1885 bis 1893 erhielt die Anlage ihr heutiges Erscheinungsbild.